# Corneliu Constantinescu
Corneliu Constantinescu (Buzău, 1929) é um matemático romeno, que trabalha com análise.
Constantinescu estudou matemática na Universidade de Bucareste, onde obteve um doutorado em 1958, orientado por Simion Stoilov, com a tese On the classification of Riemann surfaces. Trabalhou depois no Instituto de Matemática da Academia Romena. A partir de 1972 foi pesquisador visitante nao Instituto Federal de Tecnologia de Zurique e professor visitante noa Escola Politécnica Federal de Lausanne.

## Obras
- com Aurel Cornea:  Ideale Ränder Riemannscher Flächen, Ergebnisse der Mathematik und ihrer Grenzgebiete, Springer 1963
- com Aurel Cornea: Potential Theory on Harmonic Spaces,  Grundlehren der mathematischen Wissenschaften 158, Springer 1972
- Topologische Räume, ETH Verlag 1979
- Duality in Measure Theory, Lecture Notes in Mathematics  796, Springer 1980
- Mass und Integral, ETH Verlag 1982
- Spaces of Measures, De Gruyter 1984
- com Wolfgang Filter, Karl Weber, Alexia Sontag: Advanced Integration Theory, Kluwer 1998
- Editor: C*-Algebras, 5 Volumes, Elsevier 2001